# Tyllinjärvi (sjö i Sievi, Norra Österbotten, Finland)
Tyllinjärvi eller Petäistönjärvi? är en sjö i Finland. Den ligger i kommunen Sievi i landskapet Norra Österbotten, i den centrala delen av landet, 400 km norr om huvudstaden Helsingfors. Petäistönjärvi ligger 108,2 meter över havet. Arean är 30,2 hektar och strandlinjen är 3,01 kilometer lång. Sjön  ingår i Kalajoki älvs huvudavrinningsområde.   I omgivningarna runt Tyllinjärvi växer i huvudsak blandskog.